# 삼호서중학교
삼호서중학교(三湖西中學校)는 대한민국 전라남도 영암군 삼호읍 용당리에 있는 공립 중학교이다.

## 학교 연혁
- 1996년 5월 29일 : 삼호서중학교 설립인가 (12학급)
- 1997년 9월 1일 : 초대 김장렬 교장 취임
- 1997년 9월 1일 : 삼호서중학교 개교 (3학급)
- 1998년 2월 12일 : 제1회 졸업 6명
- 2008년 3월 1일 : 현재의 신축학교로 이설
- 2024년 3월 1일 : 제14대 김명순 교장 취임
- 2025년 2월 7일 : 제28회 졸업 63명(총 졸업생 2,354명)

## 참고 자료
- 삼호서중학교 - 한국교육학술정보원 학교알리미